# أيادي الخير نحو آسيا
أيادي الخير نحو آسيا هي منظمة غير ربحية مقرها قطر توفر الوصول إلى التعليم الابتدائي والثانوي للأطفال المتأثرين بالأزمة في جميع أنحاء آسيا. تم إطلاقها في ديسمبر 2005 تحت رعاية ولي العهد الشيخ تميم بن حمد بن خليفة آل ثاني برئاسة الشيخة المياسة بنت حمد بن خليفة آل ثاني.